# Amram Micna
Amram Micna (hebrejsky עמרם מצנע‎, narozen 20. února 1945) je izraelský politik, poslanec a bývalý generálmajor Izraelských obranných sil (IOS). Od roku 2005 je úřadujícím starostou místní rady Jerucham a letech 1993 až 2003 byl starostou Haify. Od roku 2002 do roku 2003 byl předsedou Strany práce a v prosinci 2012 se připojil ke straně ha-Tnu'a bývalé ministryně Cipi Livniové. Za tuto stranu byl v předčasných parlamentních volbách v lednu 2013 zvolen poslancem Knesetu.

## Mládí a služba varmádě
Narodil se v kibucu Dovrat do rodiny židovských uprchlíků z Německa. Studoval na vojenské škole v Haifě, kterou absolvoval v roce 1963 a téhož roku vstoupil do armády. Sloužil na řadě pozic v tankových jednotkách IOS, na Command and Staff College a v operační divizi Generálního štábu. Za službu během šestidenní a jomkipurské války (v obou byl raněn) mu byla udělena medaile Za zásluhy.
V roce 1977 promoval na Haifské univerzitě, kde studoval geografii. Následně studoval na americké Army War College v Pensylvánii, kterou úspěšně zakončil v roce 1979. V roce 1986 byl povýšen do hodnosti generálmajora a pracoval jako asistent šéfa operačního oddělení IOS. V letech 1987 až 1989 byl velitelem Centrálního velitelství IOS a v roce 1989 dokončil program pro vyšší veřejné činitele na Weatherhead Center for International Affairs při Harvard University. V roce 1990 se stal šéfem plánovacího oddělení IOS a získal magisterský diplom z politologie na Haifské univerzitě. Z armády odešel v roce 1993.

## Politická kariéra
Ve stejný rok, kdy odešel z armády, byl zvolen starostou Haify za Stranu práce. Do úřadu byl opětovně zvolen v roce 1998 a zastával jej až do roku 2003. Dne 19. listopadu 2002 vyhrál ve vnitrostranických volbách Strany práce s 54 % hlasů. Během volební kampaně před volbami v roce 2003 navrhoval, aby Izrael pokračoval v dalších jednáních s palestinskou správou, ale zároveň pokud by jednání nikam nevedla, aby se stáhl z Pásma Gazy a většiny Západního břehu a jednostranně vytyčil konečné hranice. Jeho plán byl kritizován tehdejším předsedou Likudu Arielem Šaronem, který však nakonec sám představil a provedl jednostranné stažení Izraele z Pásma Gazy.
Ve volbách v roce 2003 byl svědkem do té doby nejhoršímu volebnímu výsledku strany, když Strana práce získala pouhých 19 mandátů. Krátce poté rezignoval a ve funkci jej nahradil Šimon Peres. V listopadu 2005 jmenoval ministr vnitra Micnu zastupujícím starostou místní rady Jerucham v jižním Izraeli poté, co byl zvolený starosta nucen odstoupit kvůli nekompetentnosti. Micna tento úřad přijal a rezignoval na svůj poslanecký mandát.
V dubnu 2008 podepsal dopis podporující tehdy nově vzniklou americkou promírovou lobbyistickou skupinu J Street.
V prosinci 2012 se připojil ke straně ha-Tnu'a, kde zaujal druhé místo na kandidátce pro následující volby v lednu 2013, v nichž byl zvolen poslancem Knesetu.